# Vv Rigtersbleek
VV Rigtersbleek is een amateurvoetbalvereniging uit Enschede, Overijssel, Nederland.

## Algemeen
Rigtersbleek werd op 10 augustus 1910 opgericht door arbeiders van de textielfabriek Rigtersbleek, die eigendom was van de familie Van Heek. De clubkleuren zijn rood-wit. Thuishaven is het “Sportpark Rigtersbleek”.

## Standaardelftallen

### Zaterdag
Voor het seizoen 2020/21 werd er voor het eerst een standaardelftal in de zaterdagafdeling ingeschreven, het startte in de Vierde klasse van het KNVB-district Oost.

#### Competitieresultaten
| \| - 4F \| |
| 20         |
| - 4F       |

| Vierde klasse |

### Zondag
Het standaardelftal in de zondagafdeling speelt in het seizoen 2021/22 in de Eerste klasse zondag van het KNVB-district Oost.
Dit team speelde jarenlang in de Tweede klasse en werd verschillende keren districtskampioen. In 1953 slaagde het erin te promoveren naar de hoogste divisie; de landelijke Eerste klasse. De bekendste speler van Rigtersbleek was Wim Bleijenberg, die in 1953 en 1954 drie interlands voor het Nederlands elftal speelde. Andere spelers uit deze periode zijn Piet van Ek, Frans Olde Riekerink, Paul Roessink, Mannie van Tellingen en Gerrit Trooster. Tussen 1954 en 1961 speelde het eerste elftal in het betaald voetbal. Na 1961 speelde dit elftal voornamelijk in de Derde klasse, op zeven seizoenen in de Eerste klasse (2 perioden) en veertien seizoenen in de Tweede klasse (6 perioden) na. Sinds 2008/09 speelt het hoofdzakelijk in de Eerste klasse, vier seizoenen (2 perioden) speelde het in de Hoofdklasse.

#### Competitieresultaten 1918–2019
| 1 3A |

| 8 2B |

| 2 3A |

| 1 3B |

| 5 2A |

| 1 2A |

| 1 2A |

| 4 2A |

| 2 2A |

| 1 2A |

| 3 2A |

| 2 2A |

| 4 2A |

| 1 2A |

| 2 2A |

| 3 2A |

| 3 2A |

| 3 2A |

| 2 2A |

| 2 2A |

| 1 2A |

| 4 2A |

| 1 |

| 1 2A |

| 5 2A |

| 6 2A |

| 4 2A |

|  |

| 1 2A |

| 1 2A |

| 8 2A |

| 2 2A |

| 3 2A |

| 4 2A |

| 6 2A |

| 1 2A |

| 7 1B |

| 9 B |

| 17 A |

| 12 B |

| 15 B |

| 14 B |

| 16 A |

| 15 |

| 5 1D |

| 9 1D |

| 8 1D |

| 12 1D |

| 11 2B |

| 2 3A |

| 2 3A |

| 11 3A |

| 3 3A |

| 8 3A |

| 1 3A |

| 6 2B |

| 10 2B |

| 1 2B |

| 4 1D |

| 8 1D |

| 11 1D |

| 9 2B |

| 9 2B |

| 11 2B |

| 6 3A |

| 10 3A |

| 5 3A |

| 8 3A |

| 8 3A |

| 3 3A |

| 2 3A |

| 6 3A |

| 9 3A |

| 1 3A |

| 12 2B |

| 3 3A |

| 9 3A |

| 6 3A |

| 1 3A |

| 10 2J |

| 4 3A |

| 5 3A |

| 6 3A |

| 7 3A |

| 2 3A |

| 1 3A |

| 8 2J |

| 7 2J |

| 8 2J |

| 8 2J |

| 1 2J |

| 5 1E |

| 1 1E |

| 12 C |

| 11 C |

| 13 C |

| 8 1E |

| 4 1E |

| 13 C |

| 7 1E |

| 8 1E |

| 9 1E |

| - 1E |

2003: de beslissingswedstrijd op 14 mei om het klassekampioenschap in zondag 3A werd met 2-1 gewonnen van VV Rood Zwart
| Hoofdklasse (profniveau) | Eerste divisie | Eerste klasse (profniveau) | Tweede divisie | Hoofdklasse | Eerste klasse | Tweede klasse | Derde klasse | Noodcompetitie |

In elke staaf van de grafiek staat van boven naar beneden vermeld: 
- Eindnotering

Dit is de positie die de club heeft bereikt in de competitie, zonder eventuele beslissings-, play-off- of nacompetitiewedstrijden die nodig zijn geweest om bijvoorbeeld de kampioen van de competitie te bepalen.
Indien een * achter het getal staat is de notering een tussenstand en kan het zijn dat de notering niet overeenkomt met de uiteindelijke eindstand van de competitie.
Staat er een - dan is het seizoen nog bezig en is er geen definitieve uitslag bekend.
Staat er xx op de positie van de notering, dan heeft de club vroegtijdig de competitie verlaten. Dit kan onder andere komen door terugtrekking van het team, faillissement van de club of door een uitgedeelde straf van de KNVB. In veel gevallen staat elders in het artikel de reden vermeld.
Staat er een ? dan is het resultaat uit het verleden onbekend, en is alleen de competitie of het niveau bekend van dat seizoen.
In de seizoenen 2019/20 en 2020/21 werd wegens de coronacrisis het amateurvoetbal afgebroken. Daardoor kennen deze staven geen eindklassering (middels -- weergegeven).
- Competitieniveau en afdelingsletter of Officiële eindstand Eredivisie
  - Competitieniveau en afdelingsletter

Hierbij geeft het getal het niveau weer, dat ook terug te vinden is in de legenda. De letter is de afdelingsaanduiding en wordt gebruikt wanneer er meer afdelingen zijn op hetzelfde niveau. De afdelingsletter is altijd een hoofdletter en wordt meestal zonder nummer gebruikt.
Voorbeeld: 2F is niveau 2e klasse competitie F.
Het competitieniveau en nummer wordt niet vermeld wanneer er slechts één competitie van dit niveau was.
  - Officiële eindstand Eredivisie (getal staat tussen haakjes vermeld)

Sinds de introductie van play-offwedstrijden voor Europees voetbal na afloop van de reguliere competitie in 2005/06, is de KNVB verplicht een eindstand van de Eredivisie door te geven aan de UEFA aan de hand van deze play-offwedstrijden.
Bij deze eindstand staan clubs die zich hebben gekwalificeerd voor Europees voetbal hoger dan clubs die zich niet wisten te kwalificeren. Indien er geen verschil was tussen de eindnotering en de officiële eindstand, staat dit getal niet vermeld.

- Onderafdeling

Hier staat afgekort de naam van de onderafdeling indien de club in dat jaar in een onderafdeling uitkwam. Tevens staat deze afkorting in de legenda en wordt gelinkt naar het artikel over deze onderafdeling. Deze afkorting wordt alleen vermeld wanneer de club in het verleden in verschillende onderafdelingen heeft gespeeld. Deze vermelding is in de staaf altijd in kleine letters. Deze onderafdelingen zijn na het seizoen 1995/96 afgeschaft. Heeft de club in slechts één onderafdeling gespeeld, dan is dit alleen terug te vinden in de legenda.
Onder de staaf staat het jaartal vermeld waarin het seizoen is afgesloten. 15 verwijst naar het seizoen 2014/15 of eventueel het seizoen 1914/15.
Wanneer een staaf leeg is, zijn deze gegevens niet bekend. Het kan ook zijn dat de club dat seizoen niet heeft meegespeeld op het hogere amateurniveau, vroegtijdig de competitie heeft verlaten of uit de competitie is gezet.

In het seizoen 1944/45 was er wegens de Tweede Wereldoorlog geen regulier competitievoetbal.

## Vrouwen
Nadat het eerste vrouwenvoetbalelftal in het seizoen 2014/15 het klassekampioenschap in 3G behaalde, promoveerde het team in 2015/16 direct uit de Tweede klasse naar de landelijke Eerste klasse waarin in 2016/17 direct klassekampioen werd. Het verblijf in de Hoofdklasse zondag duurde twee seizoenen. In 2019/20 speelt het weer in de Eerste klasse.

## Betaald voetbal
Bij de invoering van het betaalde voetbal in Nederland werd Rigtersbleek een semi-profclub. De ploeg werd in seizoen 1954/55 achtste in de Eerste klasse B en een seizoen later zeventiende in de Hoofdklasse A. De volgende seizoenen kwam Rigtersbleek uit in de nieuw gevormde Eerste divisie, waar het in de onderste regionen vertoefde. Bleijenberg was inmiddels in 1956 aan Ajax verkocht. In 1960 volgde degradatie naar de Tweede divisie waarin het vijftiende werd. Wegens een gebrek aan financiële middelen werd na dit seizoen besloten terug te keren naar het amateurvoetbal.

### Seizoensoverzichten
| Resultaten van Rigtersbleek sinds de toetreding in het betaald voetbal in 1954 | Resultaten van Rigtersbleek sinds de toetreding in het betaald voetbal in 1954 | Resultaten van Rigtersbleek sinds de toetreding in het betaald voetbal in 1954 | Resultaten van Rigtersbleek sinds de toetreding in het betaald voetbal in 1954 | Resultaten van Rigtersbleek sinds de toetreding in het betaald voetbal in 1954 | Resultaten van Rigtersbleek sinds de toetreding in het betaald voetbal in 1954 | Resultaten van Rigtersbleek sinds de toetreding in het betaald voetbal in 1954 | Resultaten van Rigtersbleek sinds de toetreding in het betaald voetbal in 1954 | Resultaten van Rigtersbleek sinds de toetreding in het betaald voetbal in 1954 | Resultaten van Rigtersbleek sinds de toetreding in het betaald voetbal in 1954 | Resultaten van Rigtersbleek sinds de toetreding in het betaald voetbal in 1954 | Resultaten van Rigtersbleek sinds de toetreding in het betaald voetbal in 1954 | Resultaten van Rigtersbleek sinds de toetreding in het betaald voetbal in 1954                                                                             |
| Seizoen                                                                        | Competitie                                                                     | Competitie                                                                     | Competitie                                                                     | Competitie                                                                     | Competitie                                                                     | Competitie                                                                     | Competitie                                                                     | Competitie                                                                     | Competitie                                                                     | Kwalificatie                                                                   | KNVB beker                                                                     | Bijzonderheid |
| Seizoen                                                                        | Divisie                                                                        | GW                                                                             | W                                                                              | G                                                                              | V                                                                              | PNT                                                                            | DV                                                                             | DT                                                                             | POS                                                                            | Kwalificatie                                                                   | KNVB beker                                                                     | Bijzonderheid |
| ------------------------------------------------------------------------------ | ------------------------------------------------------------------------------ | ------------------------------------------------------------------------------ | ------------------------------------------------------------------------------ | ------------------------------------------------------------------------------ | ------------------------------------------------------------------------------ | ------------------------------------------------------------------------------ | ------------------------------------------------------------------------------ | ------------------------------------------------------------------------------ | ------------------------------------------------------------------------------ | ------------------------------------------------------------------------------ | ------------------------------------------------------------------------------ | --- |
| 1954/55                                                                        | Eerste klasse B                                                                | 9                                                                              | 4                                                                              | 1                                                                              | 4                                                                              | 9                                                                              | 20                                                                             | 20                                                                             | 6e                                                                             | –                                                                              | Geen bekertoernooi                                                             | Rigtersbleek treedt toe tot het betaald voetbal De competitie werd na de fusie van de KNVB en de NBVB niet afgemaakt. Alle teams werden opnieuw ingedeeld. |
| 1954/55                                                                        | Eerste klasse B                                                                | 26                                                                             | 10                                                                             | 6                                                                              | 10                                                                             | 26                                                                             | 49                                                                             | 58                                                                             | 9e                                                                             | Hoofdklasse                                                                    | Geen bekertoernooi                                                             | Rigtersbleek treedt toe tot het betaald voetbal De competitie werd na de fusie van de KNVB en de NBVB niet afgemaakt. Alle teams werden opnieuw ingedeeld. |
| 1955/56                                                                        | Hoofdklasse A                                                                  | 34                                                                             | 8                                                                              | 4                                                                              | 22                                                                             | 20                                                                             | 44                                                                             | 86                                                                             | 17e                                                                            | Eerste divisie                                                                 | Geen bekertoernooi                                                             | |
| 1956/57                                                                        | Eerste divisie B                                                               | 30                                                                             | 8                                                                              | 10                                                                             | 12                                                                             | 26                                                                             | 48                                                                             | 65                                                                             | 12e                                                                            | –                                                                              | 1e ronde                                                                       | – |
| 1957/58                                                                        | Eerste divisie B                                                               | 30                                                                             | 7                                                                              | 8                                                                              | 15                                                                             | 22                                                                             | 51                                                                             | 74                                                                             | 15e                                                                            | –                                                                              | 2e ronde                                                                       | – |
| 1958/59                                                                        | Eerste divisie B                                                               | 28                                                                             | 7                                                                              | 5                                                                              | 16                                                                             | 19                                                                             | 48                                                                             | 73                                                                             | 14e                                                                            | –                                                                              | Voorronde                                                                      | – |
| 1959/60                                                                        | Eerste divisie A                                                               | 30                                                                             | 6                                                                              | 8                                                                              | 16                                                                             | 20                                                                             | 38                                                                             | 77                                                                             | 16e                                                                            | Rechtstreekse degradatie                                                       | Geen bekertoernooi                                                             | – |
| 1960/61                                                                        | Tweede divisie                                                                 | 34                                                                             | 11                                                                             | 4                                                                              | 19                                                                             | 26                                                                             | 56                                                                             | 79                                                                             | 15e                                                                            | –                                                                              | Groepsfase                                                                     | Rigtersbleek keert om financiële redenen terug naar de amateurs                                                                                            |

### Topscorers
- 1954/55:  Wim Bleijenberg (9)
- 0000000  Gerrit Trooster (21)
- 1955/56:  Gerrit Trooster (15)
- 1956/57:  Gerrit Trooster (15)
- 1957/58:  Gerrit Trooster (20)
- 1958/59:  Gerrit Trooster (16)
- 1959/60:  Gerrit Trooster (9)
- 1960/61:  Frans Olde Riekerink (25)

### Trainers
1947–1954:  Bertus Hintzbergen
1954–1958:  Ernie Robinson
1958–1960:  Ab Schepers
1960–1961:  G. Huberts

## Voetnoten
cvv Achilles · FC Aramea · Avanti Wilskracht · BSC Unisson · FC het Centrum · VV Drienerlo · GVV Eilermark · EMOS · Sportclub Enschede ·  LSV Lonneker · EFC PW 1885 · EVV Phenix · VV Rigtersbleek · FC Suryoye/Mediterraneo · cvv Sparta Enschede · Sportlust Glanerbrug · De Tubanters 1897 · VOGIDO · SVV '91 · TVV · UDI Enschede · VV Victoria '28 · VOSTA · VV Zuid Eschmarke

Voormalig: Enschedese Boys · Geel-Zwart · VV Glanerbrug · UDEET